# Wieland Beust
Wieland Beust (* 25. März 1968 in Braunschweig; † 13. August 1999 in Uelzen) war ein deutscher Kampfsportler, u. a. Vize-Europameister im Karate, WM-Dritter im Kickboxen und Deutscher Meister im Profiboxen. 

## Kampfsportkarriere
Wieland Beust begann seine Kampfsportkarriere mit Karate, wo er 1988 niedersächsischer Landesmeister der Junioren (Klasse: Kumite über 75 kg) wurde.
Ebenfalls 1988 nahm er mit der Nationalmannschaft der Junioren an der Karate-Europameisterschaft im ungarischen Sopron teil. Das Team gewann zwar gegen die schottische und tschechische Mannschaft, schied aber dann gegen Spanien aus und erreichte keinen Titel.
Bei der Karate-Europameisterschaft 1989 gewann er hingegen bei den Junioren im Einzel über 80 kg die Silbermedaille.
Am 13. April 1989 war er beim ZDF-Aufnahmestudio in München zu Gast und zeigte für die Jugendsendung „Pfiff“ Partner-Kombinations-Übungen im Karate sowie einen Demonstrationskampf.
Später als Kickboxer aktiv, nahm er 1993 an der 9. WAKO Kickbox-Weltmeisterschaft in Budapest teil und gewann die Bronzemedaille im Vollkontakt bis 81 kg.
1994 wurde er Profiboxer und gewann sieben von neun Kämpfen. Am 1. November 1996 gewann er mit einem Punktsieg über Fritz Plösser den Titel des Deutschen Meisters im Halbschwergewicht.

## Straftaten
Im Dezember 1997 wurde er vom Landgericht Hildesheim wegen Totschlags und unerlaubten Waffenbesitzes zu acht Jahren und sechs Monaten Haft verurteilt. Beust, der im Rotlichtmilieu von Braunschweig aktiv gewesen sein soll, hatte den Freund einer Prostituierten erschossen, weil dieser eine Frau vergewaltigt haben soll.
Im September 1998 wurde er in die JVA Uelzen überstellt, wo er im Küchendienst eingesetzt wurde. Im Laufe seiner dortigen Haftzeit verletzte er während einer Auseinandersetzung einen Mithäftling, der daraufhin Anzeige wegen Körperverletzung erstattete.
Am 13. August 1999 stürzte sich Beust auf den stellvertretenden Gefängnisleiter Eckhardt Bunte und tötete ihn mit einem Messer. Beim Versuch, Beust zu überwältigen, wurde auch der Küchenchef Kurt Jendrischek getötet sowie zwei Justizbeamte lebensgefährlich verletzt. Anschließend rammte sich Beust das Messer selbst in die Brust und verstarb.